# Zel
El zel o estre és el període en el qual els animals vertebrats són sexualment actius, en condicions favorables per a fecundar o ser fecundades. Es manifesta sobretot en les femelles. En els mascles és l'estat d'hiperestèsia sexual.
També es coneix com el període de les amors o temporada d'aparellament, i es parla comunament d'anar calenta, anar alta, anar (de) moguda (o ésser moguda o anar de mogudesa), anar lluenta, anar forta, anar/ser/estar en amor, anar de capoll, anar (d') eixida, anar de ges, anar de vega, parar-se i anar de gos(sa), gat(a), etc.
Les olors tenen un paper important en la detecció de femelles en zel, així com les secrecions vaginals i les salives. Durant aquesta etapa ocorre l'ovulació en les femelles. La freqüència i la durada depèn de l'espècie.
- Anuals: La major part de les espècies salvatges tenen aquest tipus de cicle. Això fa coincidir el naixement de les criatures amb l'època de més gran quantitat d'aliment disponible, clima més càlid, o moments propicis de migracions. Ex.: cèrvids, ocells salvatges, ossos, llops, foques, etc. El comportament durant l'època dels amors és molt variat segons l'espècie. La femella en zel sol mostrar una excitació inusual, i que sol afectar gairebé sempre el comportament dels mascles. Per exemple, la moguda de la vaca, o la brama dels cabirols.
- Periòdiques: succeïxen regularment cada cert temps. Sol produir-se en animals domèstics, animals de clima regular (pràcticament invariable) i sedentaris.
- Permanents: la moguda és permanent, o millor dit, no existeix. Sempre són fèrtils. Això succeïx sobretot en ocells domèstics o de corral, com per exemple la gallina. Aquests éssers ponen ous gairebé cada dia. És a dir, ovulen gairebé tots els dies i, per tant, sempre són fèrtils. Tenen un dipòsit d'espermatozoides en el seu úter, que permet conservar el semen del mascle durant diversos dies. Aquesta és també la raó que un gall puga tenir moltes gallines al seu càrrec sempre fecundades. En l'ésser humà (Homo sapiens sapiens), l'apetit sexual és independent de l'ovulació.